# Diari de navegació
El llibre de navegació o diari de navegació, diari de bord (log book en anglès), és un llibre en el qual el capità d'un vaixell ha de fer constar qualsevol esdeveniment rellevant que ocorri a bord del vaixell durant la navegació. Ha de ser foliat i segellat, amb nota expressiva del nombre de fulls que conté, i signada per l'autoritat competent.
En ell s'anoten –a més de les dades relacionades amb la navegació, extrets del quadern de bitàcola– les avaries que patisca el vaixell en el seu buc, màquines, aparells i pertrets, així com les avaries de la càrrega. També hauran d'anotar-se al Diari de navegació els testaments i actes de Registre Civil autoritzats pel capità; correccions i mesures disciplinàries imposades pel mateix; delictes comesos o descoberts a bord; i, en general, tot esdeveniment rellevant sobrevingut durant el viatge.
En sentit figurat, un diari de navegació podria ser una guia d'acompanyament.